# La Pimienta, Chilón
La Pimienta är en ort i Mexiko.   Den ligger i kommunen Chilón och delstaten Chiapas, i den sydöstra delen av landet, 800 km öster om huvudstaden Mexico City. La Pimienta ligger 512 meter över havet och antalet invånare är 393.
Terrängen runt La Pimienta är lite bergig, och sluttar norrut. Runt La Pimienta är det ganska tätbefolkat, med 54 invånare per kvadratkilometer. Närmaste större samhälle är Río Jordán, 14,0 km nordost om La Pimienta. I omgivningarna runt La Pimienta växer i huvudsak städsegrön lövskog.